# 三條雅幸
三條 雅幸（さんじょう まさゆき、1982年4月6日 - ）は、NHKのアナウンサー。

## 来歴
東京都多摩市生まれ。幼稚園から小学校6年生までオランダで過ごした。
慶應義塾高校、慶應義塾大学経済学部卒業。
2005年4月NHKに入局。
主にニュースや衆議院議員選挙や参議院議員選挙を中心とした選挙報道、災害時の緊急報道などで活躍。

## パーソナルデータ
妻は元中京テレビアナウンサーの鶴木陽子。藤井フミヤの大ファン。趣味はサッカー（プレーも観戦も両方とも好き）｡

## 現在の担当番組
- かんさい熱視線（キャスター：2025年4月4日 - ）
- 列島ニュース（キャスター：2025年4月1日 - ）
- 関西のニュース

## 過去の担当番組
名古屋放送局時代（2005年度 - 2006年度）
- 柿沼アナの東海ピックアップ（2007年6月2日）
- ここはふるさと 旅するラジオ（2007年6月4日 - 7日・ふるさとサポーター）
- 東海3県・東海北陸のニュース・中継・リポート

富山放送局時代（2007年度 - 2011年7月中旬）
- イブニングアクセス富山 (サブキャスター)
- ニュース富山人（サブキャスター）
- 2011年3月の東北地方太平洋沖地震では、盛岡放送局に応援で派遣され、災害情報を中心にローカルニュースを担当した。
- 富山県のニュース・中継・リポート

岡山放送局時代（2011年8月下旬 - 2014年度）
- 岡山ニュースもぎたて!（2011年度のキャスター代行）
- LIVE BOX（2011年11月25日 - 2012年3月）
- 岡山県のニュース・中継・リポート
- 岡山ニュースもぎたて! (メインキャスター：2012年4月2日 - 2015年3月13日）

東京アナウンス室時代（2015年度 - 2024年度）
- ニュースウオッチ9（2015年3月30日 - 2017年3月31日） - リポーター[5]
- 正午のニュース キャスター（祝日を除く月曜 - 金曜）（2019年4月2日 - 2022年4月1日）
  - 午前11時、午後1時、午後6時（シブ5時休止の場合）のニュースも兼務
  - （望月啓太の代理キャスター）（2017年7月2日）
  - （中山果奈の代理キャスター）（2024年8月1日）
- ニュース シブ5時（番組内の最新ニュース担当（17:30）、ニュースリーダー（18:00 - 18:10））（2019年4月2日 - 2022年3月31日）
- Nスペ5min.（ナレーション・2017年7月8日）
- NHKニュースおはよう日本
  - ニュースリーダー（祝日を除く月曜 - 金曜）（2017年4月3日 - 2019年3月22日）、メインキャスター（高瀬耕造の代理）（2017年8月7日 - 18日、2018年1月22日 - 26日、2018年3月9日、2018年6月11日 - 13日、2018年8月13日 - 24日）（井上二郎の代理）（2024年8月2日、12月27日 - 28日）
  - メインキャスター[6]（首藤奈知子とのコンビ）（2022年4月4日 - 2025年3月19日）[7][8]
- おはよう日本・関東甲信越
  - ニュースリーダー兼務（2017年4月3日 - 2019年3月22日）
  - メインキャスター[6]（首藤奈知子とのコンビ）（2022年4月4日 - 2025年3月19日）
- NHKニュース（平日の午前10時の定時ニュース）（2017年4月3日 - 2019年3月22日）
- クラシックハイライト2017（Eテレ）（ナレーション・2017年12月31日）
- ゆく年くる年（総合テレビ）（司会・2022年12月31日 - 2023年1月1日、2024年12月31日 - 2025年1月1日）
- 歌は『タイムマシーン』〜藤井フミヤデビュー40周年特番〜（ラジオ第1）MC（2023年9月30日）

大阪放送局時代（2025年度 - ）